# アルホ・ベンディーフォー
アルホ・ベンディーフォー（Aljo Bendijo、1974年2月6日 - ）は、フィリピンの放送記者である。 2001年から2003年までのABS-CBNの主力ニュース番組である "TVパトロール"でコリーナ・サンチェス、Henry Omaga-Diazと一緒にアンカーを務めたことで有名。 2008年から2012年までのPTVの "バチンガウ"（以降、"Teledyaryo"に改編）もアンカーを務めた。